# Stadio Victoria
Lo Stadio Victoria (in spagnolo Estadio Victoria) è uno stadio di Aguascalientes, in Messico. Ospita le partite casalinghe del Club Necaxa. 
Aperto nel 2003, ha una capienza di 23 851 posti a sedere.
L'impianto fu inaugurato il 26 luglio 2003. Si trova di fronte allo storico campo di baseball Alberto Romo Chávez, nel sito dove prima sorgeva lo Stadio comunale di Aguascalientes.